# Coppa dell'Imperatore 1940
La Coppa dell'Imperatore 1940 è stata la ventesima edizione della coppa nazionale giapponese di calcio.

## Formato
La formula iniziale (otto squadre che si affrontano in incontri ad eliminazione diretta) viene confermata: alle finali vengono aggiunti dei play-off in cui si affrontano le squadre precedentemente eliminate. In caso di parità, le partite vengono prolungate sino ai tempi supplementari: nel caso in cui la situazione perduri al termine dell'incontro, si ricorre al sorteggio tramite moneta.

## Squadre partecipanti
- All Yonhi Colleges
- Bosung Colleges
- Kansai Daigaku
- Kwansei Gakuin Daigaku
- Keio BRB
- Tohoku University
- Tōkyō Daigaku
- Waseda WMW

## Date
Tutti gli incontri si sono disputati nei campi dell'Università Meiji, a Tokyo
| Turno            | Data           |                |
| ---------------- | -------------- | -------------- |
| Quarti di finale | 24 maggio 1940 |                |
| Semifinali       | 25 maggio 1940 |                |
| Playoff finali   | 26 maggio 1940 | 26 maggio 1940 |

## Risultati

### Quarti di finale
| Squadra 1              | Risultato      | Squadra 2       |
| ---------------------- | -------------- | --------------- |
| Kansai Daigaku         | 1 - 2          | Tōkyō Daigaku   |
| All Yonhi Colleges     | 0 - 2          | Waseda WMW      |
| Kwansei Gakuin Daigaku | 1 - 1 (d.t.s.) | Bosung Colleges |
| Tohoku University      | 1 - 2          | Keio BRB        |

### Semifinali
| Squadra 1       | Risultato | Squadra 2  |
| --------------- | --------- | ---------- |
| Tōkyō Daigaku   | 1 - 2     | Waseda WMW |
| Bosung Colleges | 1 - 2     | Keio BRB   |

### Playoff finali
7º e 8º posto
| Tokyo 26 maggio 1940 | Tohoku University | 3 – 1 | Kansei Gakuin Daigaku | Meiji Shrine Ground |

5º e 6º posto
| Tokyo 26 maggio 1940 | All Yonhi Colleges | 3 – 0 | Kansai University | Meiji Shrine Ground |

3º e 4º posto
| Tokyo 26 maggio 1940 | Tokyo University | 1 – 1 | All Poseung Colleges | Meiji Shrine Ground |

1º e 2º posto
| Tokyo 26 maggio 1940 | Keio BRB | 1 – 0 | Waseda WMW | Meiji Shrine Ground |